# Guerilla von Caparaó
Die Guerilla von Caparaó (Portugiesisch: Guerrilha do Caparaó) war eine brasilianische Untergrundbewegung, die 1966/67 in der Region von Caparaó im Grenzgebiet der Bundesstaaten Minas Gerais und Espirito Santo operierte, um die 1964 errichtete Militärdiktatur in Brasilien zu stürzen. Ihr politisch-militärisches Vorbild war die Fokustheorie Che Guevaras.

## Zusammensetzung
Die Guerilla wurde 1965 aus einer Gruppe von 23 Unteroffizieren gebildet, die im März des Jahres versucht hatten, in Porto Alegre im Bundesstaat Rio Grande do Sul einen Aufstand auszulösen. Die späteren Guerilla-Mitglieder waren daher größtenteils ehemalige Militärs der Brasilianischen Streitkräfte. Politisch unterstützt wurde die Guerilla durch den brasilianischen Berufspolitiker Leonel de Moura Brizola, der sich in dieser Periode im Exil in Montevideo/Uruguay aufhielt.
Der militärische Führer der Guerilla war der commandante und ehemalige Unteroffizier des Heeres Amadeu Felipe da Luz Ferreira (geb. 1935 Blumenau). Ein bekanntes Mitglied war der ehemalige Marineinfanterist Avelino Bioen Capitani (Geb. 18. August 1940), der bereits am Aufstand von Porto Alegre teilgenommen hatte und 1999 seine Memoiren veröffentlichte. Ferreiras Stellvertreter war der sub-commandante Araken Vaz Galvão (Geb. 1936), wie Ferreira ein ehemaliger Heeres-Unteroffizier.
Die Rebellen entschlossen sich in Montevideo nach dem Vorbild der Fokustheorie Che Guevaras in der Serra do Caparaó (Caparaó) einen foco zu bilden und stellten daher einen Kontakt nach Kuba auf, um von dort logistische Unterstützung zu erlangen. Drei Mitglieder flogen über Paris und Prag nach Havanna, wo sie zusammen mit anderen Angehörigen, u. a. Capitani, im Guerillakampf und Überleben im Dschungel ausgebildet wurden.
Noch bevor die Guerilla im Operationsgebiet von Caparaó aufgebaut werden konnte, wurde im März 1966 ihr intellektueller Kopf, Manoel Raimundo Soares, von der Militärpolizei des Heeres festgenommen und von Agenten der Delagacia de Ordem Política e Social (DOPS), einer von der Militärdiktatur gegründeten Geheimpolizei, vernommen und gefoltert. Soares wurde zwischen dem 13. und 24. August 1966 ermordet, in dem ihm Alkohol injiziert und der Bewusstlose in den Rio Guaíba geworfen wurde. Seine Leiche wurde am 24. August im Fluss gefunden und geborgen. Die Beisetzung am 2. September 1966 wurde von Agenten der DOPS beobachtet, um Sympathisanten zu identifizieren.

## Tätigkeit
Währenddessen hatten die ersten Mitglieder der Guerilla in der Region Caparaó einen Stützpunkt aufgebaut. Die Region bestand nahezu ausschließlich aus Wald; die Guerilleros tarnten sich als Ziegenzüchter, um unter der Bevölkerung nicht aufzufallen.
Es stellte sich jedoch schnell heraus, dass wesentliche Voraussetzungen für eine Guerillatätigkeit nicht gegeben waren. Da sich die Guerilleros aufgrund des geographischen Charakters der Region nicht selbst versorgen konnten, waren sie auf Einkäufe in kleinen Läden angewiesen, wo der Kauf größerer Mengen von Lebensmitteln durch Ortsfremde sofort auffiel. Auch fehlte es an Waffen und einer adäquaten Ausbildung. Hinzu kam, dass die ländliche Bevölkerung unpolitisch war und die Autorität der Streitkräfte, auch wenn diese nur auf faktischer Stärke beruhte, respektierte. Aufgrund dieser Bedingungen und mangelhafter Verbindung mit der Außenwelt litten die Guerilleros schon kurz nach ihrer Ankunft im Operationsgebiet unter Hunger und Unterernährung.

## Operação Argélia (Operation Algerien)
Ein Vertrauter Brizolas, der ebenfalls im Exil in Montevideo lebende Professor Paulo Schilling, reiste 1966 in die Volksrepublik China, um Waffen für die Guerilla zu erbitten. Dabei traf dabei auch mit Ministerpräsident Tschu En Lai zusammen. Dieser lehnte die Fokustheorie Guevaras jedoch radikal ab und bezeichnete sie als maluquice dos cubanos (Verrückte Idee der Kubaner). Stattdessen verwies er auf die Chinesische Revolution, die 20 bis 30 Jahre benötigt hätte, um erfolgreich zu sein und lehnte jede Unterstützung des Unternehmens ab.
Schilling reiste daraufhin nach Algerien weiter. Dort erhielt er die Zusicherung einer Waffenlieferung für den Fall, dass die Guerilla tatsächlich aufgebaut werden sollte. Die Waffen sollten mit einem Trawler an die brasilianische Küste transportiert und dann von Verbindungsleuten der Guerilla übernommen werden.

## Das Ende
Währenddessen wurde die Guerilla durch die Lebensbedingungen im Operationsgebiet weiter zermürbt. Da ihre Mitglieder nahezu sämtlich aus urbanen Zentren stammten, waren sie ein Leben in der freien Natur nicht gewohnt. Die einzige Nahrungsgrundlage bildeten Fisch und Ziegenmilch. Die für die Region typischen starken Regenfälle und ein aufgrund der Höhenlage kaltes Klima schwächten die gut 20 Guerilleros weiter, so dass sie bereits Anfang 1967 kurz vor dem Kollaps standen.
Im März 1967 desertierten zwei Mitglieder und wurden auf dem Weg nach Rio de Janeiro von der Militärpolizei von Minas Gerais festgenommen und den Militärbehörden überstellt. Am 1. April 1967 wurden die letzten acht Guerilleros von einer Patrouille der Militärpolizei von Minas Gerais auf einer Landstraße gestellt.
Der Kommandant der Militärpolizei, Oberst Jacinto Franco do Amaral Melo, erlaubte Journalisten, Fotos von den Gefangenen anzufertigen, wofür er später seines Postens enthoben wurde. Durch die Aufnahmen der Gefangenen entfiel für die brasilianischen Streitkräfte die Möglichkeit, die Guerilleros umzubringen und zu behaupten, diese seien in einem Gefecht gefallen.
Bis heute ist nicht geklärt, ob die Guerilleros tatsächlich verhaftet wurden – so die offizielle Version sowohl von Seiten der Guerilla als auch der Polizei bzw. der Streitkräfte – oder ob es sich um eine verabredete Aufgabe der Guerilla handelte, die durch die beiden "Deserteure" eingeleitet worden war. Für diese Version spricht, dass die Guerilla physisch und psychisch am Ende war und keinerlei Möglichkeit bestand, das ursprüngliche Konzept zum Sturz der Militärdiktatur auch nur ansatzweise zu verwirklichen.
Die Guerilleros wurden zu Freiheitsstrafen von meist vier Jahren verurteilt und anschließend entlassen. Unklar sind die Todesumstände von Milton Soares de Castro, dem einzigen Zivilisten unter den Gefangenen, der im Mai 1967 in seiner Zelle angeblich Suizid beging. 
Die Guerilla von Caparaó war nicht die einzige brasilianische Untergrundbewegung dieser Epoche, die sich aus ehemaligen Militärs zusammensetzte. 1969/70 versuchte der ehemalige Hauptmann des Heeres Carlos Lamarca (1937–1971) mit der von ihm gegründeten Vanguardia Popular Revolucionaria (VPR) sowohl eine klassische Guerilla als auch eine Stadtguerilla zu bilden. Trotz spektakulärer Überfälle, die auch im Ausland Aufsehen erregten und bei denen die VPR Waffen und Geld erbeutete, wurde sie von den brasilianischen Sicherheitsbehörden zerschlagen und Lamarca im September 1971 im Sertão entdeckt und umgebracht.

## Filme
- Caparaó, BRA 2007, Dokumentarfilm, Regie: Flavio Frederico, 75 min.